# Epistemma
Epistemma là chi thực vật có hoa trong họ Apocynaceae.